# 17 Hippies
17 Hippies — немецкий музыкальный коллектив из Берлина. Их стиль включает в себя многие особенности различных жанров, основной из которых world music.

## История
Группа «17 Hippies» была основана в начале 1995 года. В первоначальный состав вошли Кристофер Бленкинзоп, Карстен Вегенер, Луц Ульбрих, Кристиан Зауер и Райнхард Людериц. Осенью этого же года группа получила своё нынешнее название, которое, по словам участников, не несёт в себе никакого особого значения. К 1997 году в состав коллектива пополнился ещё пятью музыкантами, и в это же время вышел первый альбом Rock’n’roll 13.
В 1998 группу пригласили на фестиваль SXSW в Остин. Во время этой поездки был также организован мини-тур по Техасу и Луизиане. В этом же году «17 Hippies» выступили в Париже на Fête de la Musique.
В 1999 вышел диск Wer ist das?. Оба первых альбома были записаны самостоятельными усилиями музыкантов. Во Франции при поддержке лейбла Buda Musique они вышли на одном сборнике под названием Berlin Style.
В 2001 «17 Hippies» приняли участие в создании музыки к кинофильму «Гриль-бар „На полпути“» режиссёра Андреаса Дрезена. Был также выпущен альбом Sirba, объединивший на одном диске Wer ist das? и саундтрек киноленты.
В 2004 вышел первый студийный альбом Ifni. Был также организован тур по некоторым странам Европы и в Марокко.
В 2006 «17 Hippies» записали саундтрек к драме «Казимир и Каролина» Хорвата, поставленной на сцене Deutsches Theater в Берлине Андреасом Дрезеном.
В 2007 был выпущен второй студийный альбом Heimlich, и прошли гастроли группы по Канаде и США. В декабре «17 Hippies» выступили с концертом в зале Олимпия.
В 2009 вышел третий студийный альбом El Dorado. В течение года группа дала более 120 концертов в 15 странах, в том числе участвовала в фестивалях WOMAD в Англии и Musik Festival в Шлезвиг-Гольштейне.

## Стиль
Музыка «17 Hippies» сочетает в себе восточноевропейские мелодии и ритмы с французским шансоном и американским фолком. Некоторые произведения группы инструментальные. Песни исполняются на немецком, английском и французском языках.

## Дискография

### Альбомы
- Rock’n’roll 13 (1997)
- Wer ist das? (1999)
- Ifni  (2004)
- Heimlich (2007)
- El Dorado (2009)
- Phantom Songs (2011)
- 17 Hippies für Kinder — Titus träumt (2013)
- Biester (2014)
- Kirschenzeit (2018)

### Проекты
- Саундтрек к фильму «Гриль-бар „На полпути“» (2002)
- 17 Hippies play Sexy Ambient Hippies (2003; запись концерта 31 августа 2002)
- The Greatest Show on Earth (2005; также вышел DVD с записью этого концерта)
- 17 Hippies play Guitar (2006; запись совместного концерта 19 декабря 2004 года с гитаристами Марком Рибо и Якобом Илия)